# 拿坡里海軍支援設施
拿坡里海軍支援設施（英語：Naval Support Activity Naples，簡稱），是美國海軍位於義大利拿坡里的軍事基地，營區位於拿坡里國際機場南側，也是駐歐美國海軍及第六艦隊的總部所在地，同時也替地中海地區的北約單位提供管理支援和後勤保障。

## 歷史

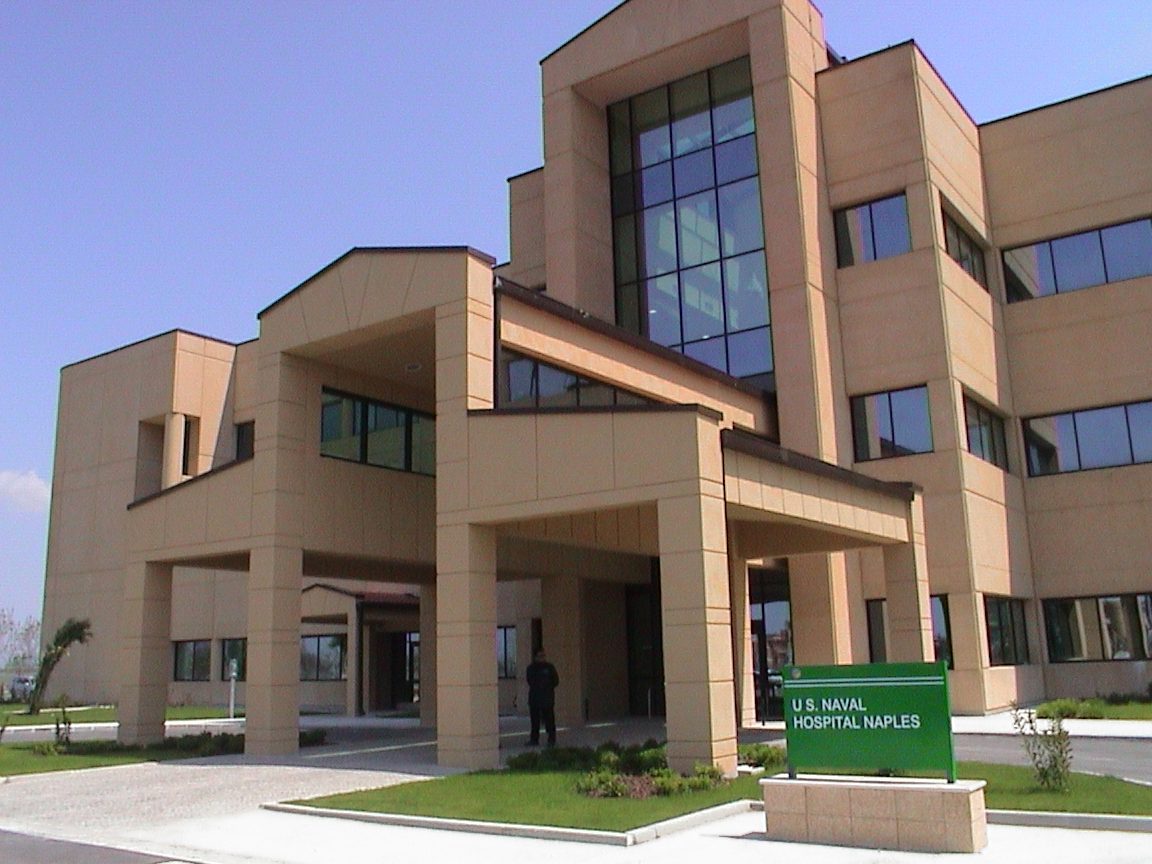
拿坡里美國海軍醫院，2003年

1951年10月3日，美國海軍成立了陸岸單位——美軍總部支援設施（Headquarters, Support Activities），以支援北約南歐聯軍及美軍第六艦隊。1953年年8月，支援單位改為駐東大西洋美國海軍下屬司令部司令（Commander, Subordinate command, U.S. Naval Forces Eastern Atlantic）司令和美軍總部支援設施司令（Commander, Headquarters Support Activities），之後又於1957年11月改為義大利美國海軍設施司令部（U.S. Naval Activities, Italy）及拿坡里海軍支援設施，1966年8月8日
40°52′56″N 14°17′32″E / 40.8821°N 14.2923°E